# Bröt-Anunds Grab
Bröt-Anunds Grab (schwedisch: Bröt-Anunds grav) ist ein rechteckiger Langdolmen. Er liegt westlich von Åraslöv, östlich von Vinslöv im schwedischen Schonen. Der Dolmen entstand zwischen 3500 und 2800 v. Chr. als eine von 50 Megalithanlagen der Trichterbecherkultur (TBK) in Schonen. Neolithische Monumente sind Ausdruck der Kultur und Ideologie neolithischer Gesellschaften. Ihre Entstehung und Funktion gelten als Kennzeichen der sozialen Entwicklung.

## Beschreibung
Bröt-Anunds Grab misst etwa 21 × 8,0 m. Das Hünenbett ist nahezu vollständig von einer rechteckigen Einfassung aus aufgerichteten Steinen umgeben, von denen noch 20 vorhanden sind. Von den beiden Kammern sind allerdings nur Überreste erhalten. Die Anlage der Glockenbecherkultur entstand um 2000 v. Chr. Im Jahre 1928 wurde die Anlage restauriert, wobei Menschenknochen gefunden wurden.
Bröt-Anunds Grab liegt neben der Straße nach Åraslöv etwa 100 m südöstlich des Langdolmens bei Vinslöv. In der Nähe befindet sich das Gräberfeld Stainabjär.
Bröt-Anund, nach dem das Grab benannt wurde, war ein schwedischer Sagenkönig des 7. Jahrhunderts aus dem Geschlecht der Ynglinger. Nach Snorri Sturluson soll er in Tiundaland geherrscht haben und hier oder im Anundshög bei Västerås begraben sein.
Der Langdolmen bei Vinslöv (RAÄ-Nr. Vinslöv 28:1), von dem Teile der Einfassung und zwei lange Tragsteine vorhanden sind, liegt etwa 100 Meter westlich von Bröt-Anunds Grab.